# Working on Dying
Working on Dying est un collectif de producteurs américains, originaire de Philadelphie, en Pennsylvanie, fondé en 2012,.

## Histoire

### Fondation
Le collectif Working on Dying est fondé par F1lthy et son jeune frère, Oogie Mane. À partir de 2012, F1lthy commence à développer des compétences de production sur FL Studio sur une période de six mois après s'être inspiré par le rappeur et producteur underground SpaceGhostPurrp, alors en pleine ascension, et le groupe de rap Metro Zu, tous deux originaires de Miami, en Floride,. F1lthy partage ensuite son travail de production avec Oogie Mane.
Forza, qui vivait à proximité, faisait du skateboard avec les frères au collège. Oogie Mane et Forza sont ensuite présentés à Lil Uzi Vert en 2013 alors qu'ils étaient en première année à la Northeast High School,. Jarek et Jarek sont présentés à Lil Uzi Vert en 2013 alors qu'ils étaient en première année à la Northeast High School,. Jarek, le filleul de F1lthy et d'Oogie Mane, les présente ensuite à The Loosieman, qui est alors rappeur sous le nom de Declan?,. Le groupe adopte le nom Working on Dying en mémoire du père de The Loosieman, décédé à l'époque,. « Mon père est mort d'un cancer le lendemain de mes 18 ans, ... J'étais en voiture, j'avais bu un verre de whisky, je conduisais, et je me suis dit : « Mince, je travaille jusqu'à en fatiguer en ce moment-là » explique Loosie Man.
Oogie Mane réalise ses premières productions notables fin 2013 sur The Alpha K9 de Xavier Wulf et Another Planet et Night Ryder de Chris Travis La première cassette de Working on Dying est The Loosieman Presents : Working on Dying, sortie le 3 janvier 2014,. La cassette contient des synthés ambiants mélangés à des voix de Lil B, Gucci Mane et une conférence TED sur la mort de Peter Saul, un spécialiste des soins intensifs. À cette époque, Forza n'était pas très impliqué dans le groupe, car il s'intéressait au football et au skateboard, mais il s'impliquera davantage un an plus tard.
Brandon Finessin, qui était un ami proche du groupe au lycée, apprend à faire des beats avec F1lthy et rejoint officiellement l'équipe à la même époque. Working on Dying commence à toucher Black Kray et Goth Money, établissant plus de connexions au sein de la communauté underground, tandis que la production d'Oogie Mane sur la mixtape The Real Uzi Vert de Lil Uzi Vert apporte plus de reconnaissance lorsqu'elle est sortie à la fin de 2014.

### Tread
Working on Dying est souvent attribué à la création du sous-genre trap tread, qui a été inventé par Bootychaaain, un collaborateur fréquent,. Le genre se caractérise par des synthétiseurs futuristes, des samples ralentis, une programmation de batterie plus chargée avec des patterns 808 distincts, un tempo élevé (généralement entre 160 et 190), des charlestons décalés en plus des triolets du trap et un style de rap léthargique et rapide. Il est également courant que les producteurs s'inspirent du cloud rap en utilisant des nappes de synthé luxuriantes et des productions atmosphériques à forte réverbération.
On attribue à Forza le mérite d'avoir transformé les 808 en un style unique qui se transforme ensuite en tread. Selon WOBC-FM, la production de Forza comprenait « sa signature de tambours à tempo élevé et de patterns 808 non conventionnels qui donnent automatiquement envie de faire un mosh », le décrivant comme « un pionnier de la scène SoundCloud de l'underground ». L'une des premières œuvres reconnues comme ayant fait proliférer le tread rap est la mixtape Trapped in the Trenches de 5 Finger Posse, produite par Working on Dying.
Au fur et à mesure que le tread rap s'impose, Working on Dying fait la promotion de sa musique par des sorties hebdomadaires appelées Tread Tuesdays, un jeu de mots sur les GOOD Fridays de Kanye West. Divers rappeurs participent à la popularité du tread rap, notamment Lucki, Lil Yachty, Black Kray, WiFiGawd, 5 Finger Posse, Chxpo et d'autres. La promotion persistante du collectif par des performances live, des streams sur Internet et des sorties régulières porte ses fruits et le fait entrer dans le courant dominant de la scène du rap.

### Succès grand public
En 2017, le rappeur de Philadelphie Matt Ox — 12 ans à l'époque — devient viral sur Twitter avec sa chanson Pretty Penny, attirant l'attention de F1lthy et Oogie Mane, ce dernier ayant produit le morceau Overwhelming, qui est devenu viral sur Internet. À cette époque, les labels ont commencé à tendre rapidement la main à F1lthy, et à la suite de la réponse écrasante, il demande l'aide du rappeur et producteur vétéran de Philadelphie, Finesse, qui gère actuellement l'équipe. Finesse commence sa carrière avec un associé des Roots, Dice Raw, et obtient une maîtrise en commerce. Avec Working on Dying, Finesse reprend le collectif en devenant PDG, crée une SARL et engage des avocats pour transformer le collectif en société.
Par la suite, Working on Dying connaît ses premiers succès grand public en 2018 avec Oogiemane produisant la chanson I'm Upset pour l'album Scorpion de Drake, tandis que le groupe voit d'autres crédits sur le premier album Ox de Matt Ox et sur l'album collaboratif Wrld on Drugs de Juice Wrld et Future. À cette époque, Complex inclut Working on Dying dans son article sur les « 9 producteurs à surveiller » en 2018.
Une controverse éclate en 2019 lorsque des parties de Eternal Atake de Lil Uzi Vert commencent à fuir en ligne. Lil Uzi Vert a accusé le producteur de Working on Dying, Forza, d'avoir fait fuir la musique et a menacé d'agresser le producteur ; Forza répond en menaçant de se suicider. Finesse réagit à la situation en renvoyant Forza, déclarant : « Quant on découvre de lourdes accusations, on ne prend aucune mesure rapide, on doit trouver une solution. Il faut rassembler les preuves, et c'est ce qu'on a fait. C'est une décision difficile qu'on a dû prendre. »
Pour l'album Whole Lotta Red de Playboi Carti sorti en 2020, F1lthy produit plusieurs chansons, dont le premier album Rockstar Made, Danny Schwartz écrivant dans la critique de l'album par Rolling Stone : « Whole Lotta Red marque notamment une percée pour le producteur de Working on Dying F1lthy, dont la distorsion lourde sur les titres phares comme Stop Breathing et On that Time fournit une grande partie de l'énergie punk adrénaline de l'album. Ses rythmes donnent le ton aux 12 premières chansons, une séquence turbulente qui n'existe que dans le seul but de faire du mosh ». En 2021, Working on Dying a collaboré avec Freddie Gibbs sur son single Gang Signs avec Schoolboy Q.
Le 24 février 2023, Yeat sort son très attendu troisième album studio Afterlyfe, avec une production de Bnyx sur 8 chansons.

## Discographie

### Albums studio
- 2017 : Working on Dying (with Bladee)
- 2020 : Waiting to Die
- 2021 : Outta Here Soon (avec NxG)

### Mixtapes
- 2015 : LSMN
- 2015 : This and That
- 2016 : Tread Mixxx

### Singles
- 2020  : Money Shot (featuring Robb Banks)
- 2020  : Break Up With Your Boyfriend
- 2020  : Off the Lead
- 2020  : Find Me
- 2020  : The Madness
- 2021  : Stop the World